# 2000 Herschel
2000 Herschel este un asteroid din centura principală, descoperit pe 29 iulie 1960, de Joachim Schubart.

## Denumirea asteroidului
Asteroidul a pimit numele în onoarea astronomului William Herschel, descoperitorul planetei Uranus.